# Tawin Hanprab
Tawin Hanprab (1 de agosto de 1998) é um taekwondista tailandês, medalhista olímpico.

## Carreira
Tawin Hanprabcompetiu na Rio 2016, na qual conquistou a medalha de prata, na categoria até 58kg..